# Štitasto ptičje mlijeko
Štitasto ptičje mlijeko (laščet, lapčet, pupa. lat. Ornithogalum umbellatum), lukovičasta trajnica iz roda ptičjeg mlijeka, porodica Asparagaceae. Rasprostranjena je po čitavoj Europi, osim Skandinavije, gdje je naknadno uvezena, a odakle se raširila i u Sjevernu Ameriku, Australiju i Novi Zeland.
Naraste do 25cm. Raste samoniklo po livadama i voćnjacima, a uzgaja se i kao ukrasna biljka. Lukovice su otrovne, ali i jestive nakon tremičke obrade, pa se nakon nje mogu i sušiti i mljeti u brašno.
Za vrstu postoje brojni sinonimi. Jedan od naziva za nju je i betlehemska zvijezda

## Važniji sinonimi
- Hyacinthus umbellatus (L.) E.H.L.Krause
- Scilla campestris Savi
- Stellaris corymbosa (Gaterau) Moench